# ツンデレ悪役令嬢リーゼロッテと実況の遠藤くんと解説の小林さん
『ツンデレ悪役令嬢リーゼロッテと実況の遠藤くんと解説の小林さん』（ツンデレあくやくれいじょうリーゼロッテとじっきょうのえんどうくんとかいせつのこばやしさん）は、恵ノ島すずによる日本のライトノベル。略称は「ツンリゼ」。「小説家になろう」にて2018年8月から11月まで連載されており、2019年4月にカドカワBOOKS（KADOKAWA）より書籍化された。イラストはえいひが担当している。2019年12月からは「カクヨム」にて番外編が更新されており、「なろう」版は作者退会に伴い削除されている。
『このライトノベルがすごい！』単行本・ノベルズ部門では2020年版で10位を獲得している。2023年1月時点で電子版を含めたシリーズ累計部数は100万部を突破している。
メディアミックスとして、逆木ルミヲによるコミカライズが『B's-LOG COMIC』（KADOKAWA）にて2019 Vol.77（6月5日発売）より連載されていたが、編集サイドの不手際により2024年9月での連載打ち切りが発表された（詳細後述 #コミカライズ版打ち切りについて）。2019年にクラウドファンディングサービス『Makuake』にて「【WEB発・人気作をボイスドラマ化】ツンデレ悪役令嬢リーゼロッテの声が聴きたい！」の達成を受けてボイスドラマ化。また2023年1月から3月までテレビアニメが放送された。

## あらすじ
ある高校の放送部の部員である遠藤は、ひょんなことから、放送部の仲間である小林に誘われ、いわゆる乙女ゲームである『マジカルに恋して』（通称「まじこい」）をプレイすることになる。ところがプレイを進めていると、なぜかゲーム中のキャラクターの一部が遠藤・小林の発言に反応する素振りを見せるようになる。ゲーム中の悪役令嬢・リーゼロッテのファンである小林は、本来のゲームシナリオではどのルートでもことごとく破滅を迎えてしまうリーゼロッテを救おうと、声の届くキャラに「神の声」として指示を出し始めるようになる。そして、遠藤もそれに引きずられる形でゲームに嵌っていく。
2人が起動させた「まじこい」は2人同時でないとプレイできず、ゲームデータのコピーも新規保存も出来ない状態になっていた。一度のミスも許されない中で誰も死なせたくないという思いを胸に、2人は奇妙なゲームを続ける。

## 主な登場人物
声の項はボイスドラマ版 / テレビアニメ版の順。また声優1名だけの記載の場合はテレビアニメ版のみで、ボイスドラマには登場しなかったことを示す。

### 主要人物
リーゼロッテ・リーフェンシュタール
声 - 石上静香 / 楠木ともり
本作の主人公。通称「リーゼ」。本来の「まじこい」の悪役でラスボス。長い金髪に紫水晶のような瞳の美女。長身であることを気にしている。
婚約者であるジークのことが大好きだが、極度のツンデレかつ完璧主義者ゆえにそれを素直に表現することができず、周囲からの誤解を生んでしまっていた。
4姉妹の長女で面倒見が良い。フィーネに対してもキツい態度で接しがちだが、それも彼女の事を思ってである。後にフィーネとは従姉妹の関係にあることを知り、ブルーノにフィーネを義理の妹にするよう懇願する。
ゲームではどのルートを選んでもジークの寵愛を得られずに絶望した末に古の魔女に取り込まれて破滅を迎えてしまう。そのため小林・遠藤及びジークらの行動により破滅を回避する。
ジークと違い小林・遠藤の声を聴きとることができないが、クオンにより小林・遠藤が窮地に立たされた際、小林が自作した人形に憑依して会話ができるようになった。
ジークヴァルト・フィッツェンハーゲン
声 - 田丸篤志 / 中村悠一、二宮みお（幼少期）
王国の王太子で、リーゼの婚約者。通称「ジーク」。金髪で優しげかつ理知的な風貌をした美青年。ゲーム内のキャラの中で、遠藤・小林の声を最初に聞き取った人物。本作のゲーム内の描写は。基本的に彼の視点で描かれている。
最初はツンデレの概念さえ分からなかったが、遠藤達の助言を神々の声として捉えリーゼを救う為に行動する。
クオン消滅後はゲームの終了を迎えることから、『同世代だから』という遠藤の一言で『小林様・遠藤様』から『小林さん・遠藤くん』と呼び名を変え、普通の口調で話すようになる。
フィーネ
声 - 花守ゆみり / 富田美憂
本来の「まじこい」の主人公。セミロングにしたローズブロンドに空色の瞳を持つ小柄な少女。ジークの次に遠藤・小林の声を聞き取った2人目の人物。平民ながら、本来貴族しか使えないはずの魔法が使えることが判明し、作品の主な舞台である王立魔導学園に入学した。
元々母子家庭で育ち、母は何者かに命を狙われており、フィーネを学園に預けた後は行方不明となっている。そのため普段は学園の職員寮に住んでいる。
その後、母親と再会しリーゼロッテとは従姉妹関係にあることを知る。またリーフェンシュタール家の養女となったため、リーゼロッテと義理の姉妹になる。
がさつな性格で、リーゼからは度々『指導』を受けている。一方でバルに対しては素直になれない態度である。
本来のゲームは、フィーネを育て上げて後々のラスボスとの戦いに備える育成ゲーム・RPG的側面も持っているが、本作ではどういうわけか、入学直後の時点で既にレベル99（カンスト）の最強状態になっている。
実は、最初の人間である｢エーファ｣の生まれ変わりである。
遠藤 碧人（えんどう あおと）
声 - 広瀬裕也 / 石川界人
本作の狂言回し。高校2年生で放送部所属。小林に内心で好意を抱いている。かつては野球部に所属していたが、右肩の怪我により野球の道を断念した。放送部には途中入部のため発声練習を怠らないように心がけていたが、小林から「発声練習どころか、今後の部活で球技とかにも活かせるから」という理由で「まじこい」の実況を勧められ、それに乗っかることにする。ゲーム中ではバルドゥールに「神の寵愛」を与えた。
ジークとリーゼロッテの挙式の際には、リレナの力によって小林と共に召喚され、2人を祝福した。
小林 詩帆乃（こばやし しほの）
声 - 種﨑敦美 / 花澤香菜
本作のもう1人の狂言回し。遠藤と同学年で同じく放送部所属。「まじこい」の中でも特にリーゼロッテのファンで、遠藤に発声練習のついでで「まじこい」を一緒に実況プレイすることを勧め、自身は解説者を買って出る。部長からは「（遠藤が）プレーすると言わないと一生勧誘するつもりだ」と冗談ながら半ば呆れられている。その一方で球技大会の競技決めの際、周囲のクラスメートは野球部出身である遠藤をソフトボールに推薦し、悪気はないと言え遠藤を追い詰める形となる。その際に助け船を出し、結果として遠藤の放送部入部へ至る。野球部退部から覇気を失った遠藤を明るくさせたため、部員たちからの評価は高い。ゲーム中ではリーゼに「神の寵愛」を与えた。
終盤では何故かエーファに似ているという理由でクオンに目をつけられ、姉の千夜乃を人質にされてしまう。なお、エーファはフィーネとして転生しているので、エーファとは本当に関係が無い。
ジークとリーゼロッテの挙式の際には、リレナの力によって遠藤と共に召喚され、2人を祝福した。

### 「まじこい」世界
バルドゥール・リーフェンシュタール
声 - 杉田智和
魔導学園に通う騎士見習いでリーゼのいとこ。リーゼからはバルと呼ばれている。
ゲームでは生真面目過ぎる為にフィーネを助けようと奮闘し過ぎるせいで、他のキャラより死亡率が高い。リーゼとフィーネが義理の姉妹になった後、リーゼの仲介でフィーネと恋人関係になる。
実は、最初の人間である｢アーダム｣の生まれ変わりである。
アルトゥル・リヒター
声 - 逢坂良太
ジークの友人で、神官の血筋である伯爵家の子息。水害対策に取り組んでいた為、ゲームには他キャラより遅れて登場する。女好きで軽いノリの性格。その一方でバルドゥールがリーゼロッテの実家に立ち寄れるようフォローしたり、フィーネがリーゼロッテとの血縁関係であると証明するために協力したりする。
ファビアン・オルテンブルク
声 - 堀江瞬
おかっぱ頭の少年。11歳。他キャラより幼いが魔法の天才で、特例で魔導学園に通っている。
レオン・シャッヘ
声 - 八代拓、小山内怜央（幼少期）
魔導学園の教師。眼鏡を掛けている。謎めいた言動をしており、真意を読ませない。
もともとは父シャッヘ伯爵（声 - 小島史裕）と愛人の間に産まれた子であり、伯爵には息子がいなかったため跡継ぎの意味もあって無理やり父親に引き取られた。しかし愛人の子どもという理由で周囲からの風当たりは強く、幼少時は酷く苦しんだ。
七歳の誕生日を迎えたある日エリーザベトと知り合い、周りを見返そうとエリーザベトから魔法の基礎を教わる。17年経って再会するが、エリーザベトには頭が上がらない。
アデリナ
声 - 大本なな子
カトリナ
声 - 飯隈のどか
いずれもリーゼロッテの双子の妹。姉の素直ではない性格を見抜いており、その気持ちを汲み取ってくれる人と幸せになってほしいと願っている。
ツェツィーリエ
声 - 白石ゆきね
リーゼロッテの妹で末っ子。双子の姉同様にリーゼロッテを気遣う反面、リーゼロッテから「お茶の時間だ」と告げられた瞬間、フィーネを差し置いて姉たちと一目散に逃亡してしまう（なお、逃げた理由はリーゼロッテがマナーに厳しすぎるため。逃げ遅れたフィーネは実際にそれを体感する羽目になってしまった）。
ブルーノ・リーフェンシュタール
声 - 前田雄
リーゼロッテの父親であり、リーフェンシュタール家の現当主。兄アウグストの妻エリーザベトは義姉に当たる。元々はアウグストが病弱のため、エリーザベトと婚約させられる可能性があった。マルシュナー家の人間が兄を侮辱し、エリーザベトを苦しめたことを一度もエリーザベトが語らなかったことに憤りを感じていたが、「二大貴族の争いにフィーネを巻き込み苦しめたくなかった」という理由で折れてしまう。
アウグスト・リーフェンシュタール
声 - 財満健太
故人。エリーザベトの夫。フィーネの父親であり、ブルーノの兄。本来であればリーフェンシュタール家の当主に収まるはずだったが、病弱のために若くして亡くなる。後継ぎ争いに巻き込みたくない思いから、エリーザベトに離れるように懇願するも、それを拒まれ亡くなるまでエリーザベトと一緒になる。奇しくも、フィーネの顔を一度も見ることはなかった。
エリーザベト
声 - 大原さやか
フィーネの母親であり、アウグストの妻。アウグストとは幼い頃から交際関係にあった。なおブルーノは義弟に当たる。王家の血を引くマルシュナー侯爵（声 - 宮本誉之）家出身の令嬢で、「妖精姫」の二つ名を持つ。その美貌やたたずまいは社交界で姿を消して十数年経っても語り草となるほど。フィーネが幼少時、エリーザベトと週1で行っていた「お姫様ごっこ」はこれがルーツになっている。
家系の人間からは病弱のアウグストと一緒になることで「外れを引かされた」と言われるも、自身はアウグストを愛し続けアウグストの死後、フィーネを身籠り出産した。その後、家系の人間から命を狙われそうになりフィーネと逃亡生活を続ける。ある時、フィーネが自分の力で暴漢を倒した際に「この子はもう大丈夫だろう」と感じ、学園に娘を預け姿をくらました。それから数年が経ち、リーフェンシュタール家にいることを聞いてフィーネとの再会を果たす。それ以降はリーフェンシュタール家でフィーネと共に暮らしている。
表向きは猫をかぶっていたものの、裏では可愛がっていたネズミのカールヒャンとつまみ食いをしたり、「（舞踏会が）クッソつまんない」と言い切るなど、我が道を行くタイプ。実は二つ名で呼ばれることを心底嫌っていた。レオンとは魔法を享受した師匠と弟子の関係。そのレオンからは初恋の相手として好意を抱かれていたが、後年に至るまで一度もその事実に気づいていなかった。
リレナ
声 - 伊藤静
女神。同じく神であったクオンと世界を生成し、その後にエーファとアーダムという人間を生み出した。しかしクオンがエーファに恋心を抱いたことで捨てられる形となり、闇落ちして古の魔女へと変貌しリーゼロッテを苦しめる。それでもジークたちの力で元の女神の姿へと戻る。神であることから、遠藤・小林のいずれの声も聴きとることができる。
クオンが日本にいることを察知し、リーゼロッテ、遠藤、小林の力でクオンを元の世界へ連れ戻すことに成功する。ジークとリーゼロッテの挙式の際には、女神の最大限の力を使って遠藤・小林を召喚させる。

### 日本
部長
声 - 相坂優歌
放送部部長。「生徒の下校放送は絶対怠るな」というポリシーを持つ反面、それ以外は何しようが勝手といういい加減な性格。実際に部室からカセットコンロを持ち出し、屋上でバーベキューを楽しむなどやりたい放題である。小林と遠藤を結びつけるため、彼らばかりに放送当番を与え自身は何もしようとしない。
部員たち
声 - 阿部菜摘子（部員B）、内田修一（部員A）
部長同様、自由気ままに過ごしている。中途で入部した当初は暗かった遠藤を気遣っており、「早く小林と付き合ってしまえば良いのに」と考えている。
小林 千夜乃
声 - 高田紗希衣
詩帆乃の姉。クオンによって誘拐され、妹をおびき寄せるダシに使われてしまう。
久遠 桐聖（くおん きりせ）
声 - 福山潤
男性タレント。フィーネに執着している。神様ルートなる裏攻略ルートに登場する神様の情報が彼と酷似しており、関係があるのではないかとファンからは専らの噂である。小林のことを「エーファ」と呼び、強引に連れ去ろうとしたところを遠藤に咎められた。
もともと身体が強い方ではなく、幼少時に命の危険にさらされたことがあった。その際、異世界から来たクオンの手で一命をとりとめる。しかしそれ以降はクオンの暴走を止めることができず、意のままにされていた。小林をエーファと呼んだのも彼の意思ではなくクオンの意思である。
クオン
声 - 福山潤
リレナと共に異世界を生成した神であり、本作の騒動を生み出した元凶である。
生み出した人間であるエーファとアーダムを見るうちにエーファに好意を抱き、エーファを横取りすることと自分の保身のためにアーダムを殺害し、エーファを我が物にしようとする。しかし人間であるエーファに興味を持たれることは全くなく、感情を募らせていた。そして「人間になればエーファを自分のものにできる」と考え、リレナを捨て日本へ来ると久遠桐聖に憑依する形で移り住む。そして異世界をゲームとして観測できる「まじこい」を作り出し、異世界との接続をした状態で神様ルートを達成することでエーファ（が転生したフィーネ）を現実世界に転移させて自分のものにする、という計画を立てていた。神様ルートに登場する神様が久遠そっくりなのは、クオンによるものである。
ところが、肝心の異世界との接続を小林と遠藤に奪われてしまう。そのため、小林と遠藤の声が異世界に届くようになった原因ともなった。
エーファに似た小林に執着し、姉の千夜乃を誘拐。駆け付けた小林に対し、負の感情を呼び起こして苦しめようとする。しかし小林が自作した人形に憑依したリーゼロッテとリレナの手により、異世界へ強制送還させられた上に消滅させられてしまった。

## 既刊一覧

### 小説
- 恵ノ島すず（著）・えいひ（イラスト）、KADOKAWA〈カドカワBOOKS〉、全3巻
  - 『ツンデレ悪役令嬢リーゼロッテと実況の遠藤くんと解説の小林さん』、2019年4月10日発売[18]、ISBN 978-4-04-073051-6
    - 『限定キャラクターデザイン集同梱パック』、2022年12月9日発売[19]、ISBN 978-4-04074784-2

  - 『ツンデレ悪役令嬢リーゼロッテと実況の遠藤くんと解説の小林さん [Disc 2]』、2019年8月9日発売[20]、ISBN 978-4-04-073054-7
    - 『限定キャラクターデザイン集同梱パック』、2022年12月9日発売[21]、ISBN 978-4-04-074785-9

  - 『ツンデレ悪役令嬢リーゼロッテと実況の遠藤くんと解説の小林さん [Disc Ex]』、2022年12月9日発売[22]、ISBN 978-4-04-074696-8

### 漫画
- 逆木ルミヲ（漫画）・恵ノ島すず（原作）・えいひ（キャラクター原案） 『ツンデレ悪役令嬢リーゼロッテと実況の遠藤くんと解説の小林さん』KADOKAWA〈B's-LOG COMICS〉、全7巻
  1. 2019年12月28日発売[23]、ISBN 978-4-04-735873-7
  2. 2020年7月31日発売[24]、ISBN 978-4-04-736191-1
  3. 2021年5月1日発売[25]、ISBN 978-4-04-736568-1
  4. 2021年12月27日発売[26]、ISBN 978-4-04-736884-2
  5. 2022年8月1日発売[27]、ISBN 978-4-04-737121-7
    - ドラマCD付き特装版 同日発売[28]、ISBN 978-4-04-737122-4

  6. 2023年2月1日発売[29]、ISBN 978-4-04-737354-9
  7. 2024年8月30日発売[30]、ISBN 978-4-04-738126-1

#### コミカライズ版打ち切りについて
2024年9月11日、B's-LOG COMICS編集部は公式Xを通じて、コミカライズ版の連載を終了し、単行本も前月に刊行した第7巻をもって続巻を発行しないこと（打ち切り）を明らかにした。理由として、
- タテスクコミック版（スマホ向けオンライン配信版）で編集部の確認漏れによる原作者側の無許諾・無監修状態での配信が発生したこと
- コミックスの特典制作において原作編集部への監修依頼漏れや不備があったこと
- コミカライズ版の内容が原作と乖離し、原作者との間で長期の交渉が発生したこと
- 編集部の不備により情報解禁前のメディアミックス情報の情報漏洩があったこと

等、編集部の不手際が相次いだことにより、2024年4月末に原作者の恵ノ島すずからKADOKAWAに原作使用許諾契約終了の通達があり、「B's-LOG COMICS編集部担当者の交代」「再発防止の徹底」「最終回までの全てのネームを期日までに（原作者側に）提出」の誓約書をKADOKAWAが提出したことにより一旦は原作使用許諾契約継続となったものの、今度は作画担当の逆木ルミヲの体調不良により誓約書に記載した「最終回までの全てのネームを期日までに提出」の履行が難しくなったことから、KADOKAWA側が原作使用許諾契約更新を正式に断念したことによるものであった。漫画の連載が原作者・作画担当ではなく編集サイドの不手際で打ち切りになるのは異例。

## テレビアニメ
2021年12月にアニメ化企画進行中であることが発表され、2022年7月にテレビアニメ化が発表された。2023年1月から3月まで毎日放送・TBS『アニメイズム』B1枠ほかにて放送された。

### スタッフ
- 原作 - 恵ノ島すず[15]
- 原作イラスト - えいひ[15]
- 漫画 - 逆木ルミヲ[15]
- 監督 - 吉村文宏[15]
- シリーズ構成 - 金春智子[15]
- キャラクターデザイン - 片山みゆき[15]
- プロップデザイン - 鷲尾直広
- 美術監督 - 荒井和浩、堺駿介
- 色彩設計 - 荒井めぐみ
- 撮影監督 - 髙倉誠（第1話）、佐藤光洋（第2、6、8話）、酒本悠資（第3 - 5、7、9 - 12話）
- 編集 - 及川雪江
- 音響監督 - 亀山俊樹
- 音楽プロデューサー - 水田大介
- 音楽 - 斎木達彦[15]、田渕夏海[15]、中嶋純子[15]、青木沙也果[15]、佐久間奏[15]
- 音楽制作 - 日音
- プロデューサー - 青井宏之、澤田愛理、曹聡、小高祐輝、山下良平、長谷川嘉範、宇田川純男、福井詔雄
- アニメーションプロデューサー - 大石光明
- アニメーション制作 - 手塚プロダクション[15]
- 製作 - 「ツンリゼ」製作委員会（MBS、DMM.com、NetEaseGames、株式会社KADOKAWA、ぴあ、ムービック、手塚プロダクション、Furyu、ビットグルーヴプロモーション）

### 主題歌
「イビツナコトバ」
ダズビーによるオープニングテーマ。作詞・作曲・編曲はREQ。
「花のように」
Annaによるエンディングテーマ。作詞・作曲はAnna、編曲はNaoki Itai。

### 各話リスト
| 話数       | サブタイトル                       | 脚本       | 絵コンテ          | 演出            | 作画監督                                                          | 総作画監督                                         | 初放送日      |
| ---------- | ---------------------------------- | ---------- | ----------------- | --------------- | ----------------------------------------------------------------- | -------------------------------------------------- | ------------- |
| chapter 1  | ツンデレと王子と天の声             | 金春智子   | 吉村文宏          | 波多正美        | ウクレレ善似郎 清水勝祐 松下純子 齊藤格 上月庸介 ビート 劉泉 趙越 | 片山みゆき                                         | 2023年 1月7日 |
| chapter 2  | 杖とカンストと神の寵愛             | 金春智子   | 吉村文宏          | 前園文夫        | 金眞英 金捧德 金賢璟 燕智惠 金俊娛 趙銀卿                         | 片山みゆき                                         | 1月14日       |
| chapter 3  | リボンと先輩と恋心                 | 森田真由美 | まついひとゆき    | 山口勇 吉村文宏 | 清水勝祐 齊藤格 清水健一 宋鎭喜 松下純子 上月庸右 西川真人        | 片山みゆき                                         | 1月21日       |
| chapter 4  | 夏と帰省と会いたい気持ち           | 福田裕子   | 山内東生雄        | 鈴木卓夫        | 李宰漢 金𤣰景 李承熙 張相美                                       | 片山みゆき                                         | 1月28日       |
| chapter 5  | 母娘と姉妹と初デート               | 森田真由美 | 友田政晴 吉村文宏 | 前園文夫        | 金眞英 金捧德 金賢璟 燕智惠 全悰玟 鄭賢秀                         | 片山みゆき                                         | 2月4日        |
| chapter 6  | 悪夢とヘタレと姫抱っこ             | 福田裕子   | 吉村文宏          | 上間由梨        | 諸葛子敬 齊藤格 清水勝祐 遠藤省二                                 | 片山みゆき                                         | 2月11日       |
| chapter 7  | 神託とショタと生放送               | 森田真由美 | 小滝礼            | 松井信太郎      | 朴殷雅 林眞煜 金西眞 崔銀英 白蓮珠 李承熙 張相美                  | 片山みゆき                                         | 2月18日       |
| chapter 8  | 師弟と仮面とツンギレ令嬢           | 福田裕子   | 紅月陽 木下大悟   | 鈴木卓夫        | 鄭眞英 金海淑 張榮善 燕智惠 鄭賢秀                                | 片山みゆき                                         | 2月25日       |
| chapter 9  | ドレスと文化祭とあふれる想い       | 森田真由美 | 前澤大樹          | 松井信太郎      | 李承熙 黃一振 李宰漢 金銀善 金有仙 尹靜惠                         | 片山みゆき                                         | 3月4日        |
| chapter 10 | レナの花と舞踏会と魔女             | 福田裕子   | 吉村文宏          | 前園文夫        | 李承熙 金永涉 黃英殖                                              | 清水勝祐 薄谷栄之 松下純子 諸葛子敬                | 3月11日       |
| chapter 11 | 魔女と女神と始まりの神話           | 金春智子   | 木下大悟          | 鈴木卓夫        | 金捧德 金賢璟 申成玟 鄭眞英 燕智惠                                | 清水勝祐 薄谷栄之 松下純子                         | 3月18日       |
| chapter 12 | 最高を超えた最高のハッピーエンド！ | 金春智子   | 吉村文宏          | 吉村文宏        | 堅正円 今井直人 永尾真琴 小出知沙 吉田琴音                        | 清水勝祐 松下純子 ウクレレ善似郎 薄谷栄之 米本奈苗 | 3月25日       |

### 放送局
| 放送期間                                            | 放送時間                     | 放送局    | 対象地域   | 備考                                 |
| --------------------------------------------------- | ---------------------------- | --------- | ---------- | ------------------------------------ |
| 2023年1月7日 - 3月25日                              | 土曜 1:55 - 2:25（金曜深夜） | 毎日放送  | 近畿広域圏 | 製作参加 / 字幕放送                  |
|                                                     |                              | TBSテレビ | 関東広域圏 | 字幕放送                             |
|                                                     | 土曜 2:30 - 3:00（金曜深夜） | BS-TBS    | 日本全域   | BS/BS4K放送                          |
| 2023年1月11日 - 3月29日                             | 水曜 22:00 - 22:30           | AT-X      | 日本全域   | CS放送 / 字幕放送 / リピート放送あり |
| 毎日放送・TBSテレビ・BS-TBSは『アニメイズム』B1枠。 |                              |           |            |                                      |

| 配信開始日        | 配信時間                | 配信サイト |
| ----------------- | ----------------------- | --- |
| 2022年1月7日      | 土曜 12:00 更新         | ABEMAプレミアム ABEMA dアニメストア |
| 2022年1月12日以降 | 木曜 12:00 以降順次更新 | MBS動画イズム GYAO! TVer ニコニコチャンネル ニコニコ生放送 アニメ放題 auスマートパスプレミアム FOD J:COMオンデマンドメガパック DMM TV TELASA バンダイチャンネル Hulu Amazon Prime Video ふらっと動画 U-NEXT WOWOWオンデマンド milplus GYAO!ストア Google Play J:COMオンデマンド HAPPY!動画 ビデオマーケット music.jp Rakuten TV |

| 毎日放送・TBS アニメイズム B1 | 毎日放送・TBS アニメイズム B1                                                     | 毎日放送・TBS アニメイズム B1    |
| 前番組                        | 番組名                                                                            | 次番組                           |
| ----------------------------- | --------------------------------------------------------------------------------- | -------------------------------- |
| 惑星のさみだれ                | ツンデレ悪役令嬢リーゼロッテと 実況の遠藤くんと解説の小林さん - ※本作まで字幕放送 | 魔法少女マジカルデストロイヤーズ |

### Blu-ray
| 巻 | 発売日        | 収録話         | 規格品番  |
| -- | ------------- | -------------- | --------- |
| 上 | 2023年4月26日 | 第1話 - 第6話  | DMPXA-320 |
| 下 | 2023年5月31日 | 第7話 - 第12話 | DMPXA-321 |

### Webラジオ
リーゼロッテ役の楠木ともりによるWebラジオ『ツンデレ悪役令嬢リーゼロッテと実況の遠藤くんと解説の小林さんと進行の楠木さん』が、2023年1月3日から3月28日にかけて毎週火曜日に音泉にて配信された。